# Umbra
Genre
Umbra est un genre de poissons à nageoires rayonnées de la famille des Umbridae.

## Liste des espèces
Selon GBIF (21 juin 2021) :
- Umbra catulus Walbaum, 1792
- Umbra krameri Walbaum, 1792
- Umbra limi (Kirtland, 1840)
- Umbra pygmaea (DeKay, 1842)

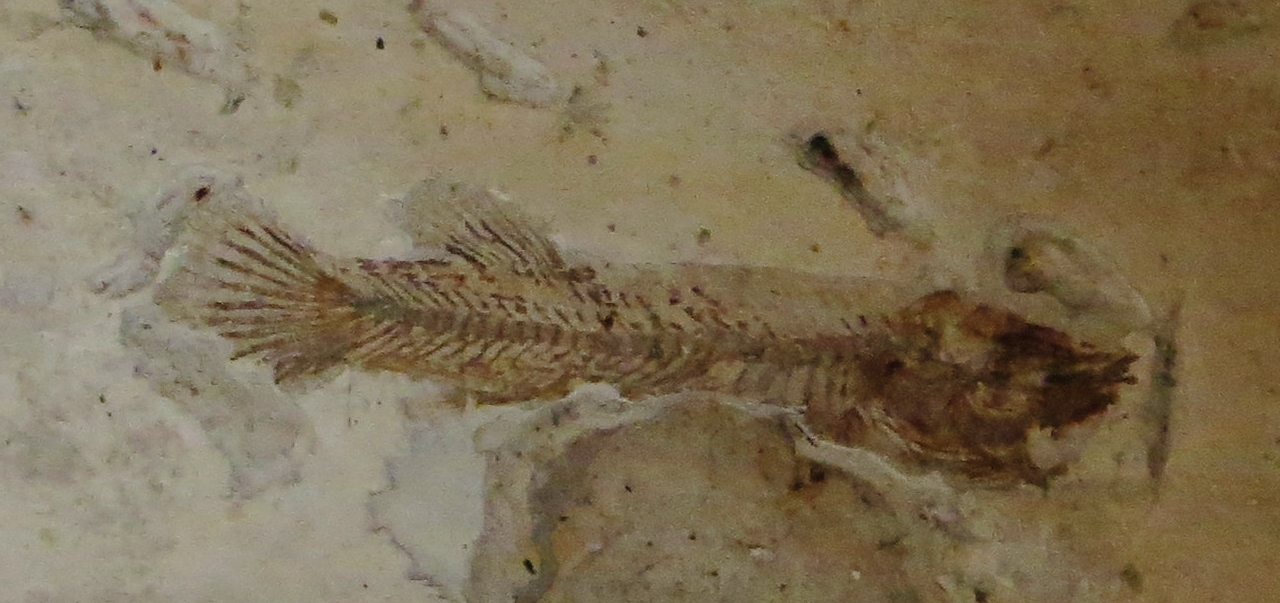
Spécimen fossile d' Umbra perpusilla

Les espèces fossiles suivantes sont également connues :
- † Umbra euronota Schwarzhans et al ., 2024 - Miocène moyen d' Ukraine [otolithe][2]
- † Umbra irtyshensis Sytchevskaya, 1968[3]
- † Umbra longidorsalis Böhme, 2004 - Miocène inférieur de la République tchèque (Formation de Most)[4]
- † Umbra oderiensis Oberhlová, 1978 - Oligocène supérieur /Miocène inférieur de la République tchèque[4]
- † Umbra perpusilla ( Agassiz, 1839) - Miocène moyen d'Allemagne[5]
- † Umbra praekrameri Weinfurter, 1950 - Miocène supérieur d'Autriche [otolithe][2]
- † Umbra prochazkai Oberhlová, 1978 - Oligocène supérieur de la République tchèque[6],[4]

Des écailles indéterminées d’Umbra sont connues du Priabonien (Éocène supérieur) ou du Rupélien (Oligocène inférieur) de la République tchèque.

## Systématique
Le nom scientifique complet (avec auteur) de ce taxon est Umbra Kramer, 1777.
Umbra a pour synonyme :
- Melanura Agassiz, 1853